# A Child Is Born (film)
Pour les articles homonymes, voir A Child Is Born.
Pour plus de détails, voir Fiche technique et Distribution.
A Child Is Born est un film américain réalisé par Lloyd Bacon et sorti en 1939.

## Synopsis
Jed Sutton (Jeffrey Lynn) arrive à la maternité d'un grand hôpital pour rendre visite à sa femme Grace (Geraldine Fitzgerald), une meurtrière condamnée libérée de prison pour pouvoir donner naissance à son enfant. Peu après, Mme West (Spring Byington) arrive également à la maternité pour donner naissance à son septième enfant, et est accueillie par Mlle Bowers (Gale Page), l'infirmière en chef. Sont également présents dans la salle d'attente, Florette Laverne (Gladys George), une danseuse enceinte de jumeaux et qui ne veut pas d'enfant parce que son mari Harry l'a menacé de la quitter ; Gladys Norton (Nanette Fabray), 18 ans, qui est secrètement mariée et craint la réaction de sa mère ; Mme Kempner (Gloria Holden), qui veut désespérément un enfant même si les médecins lui ont dit qu'elle ne pourra jamais en porter un ; et Mme Helen Banks (Jean Sharon), dont le mari arpente la salle d'attente.

## Fiche technique
- Titre original : A Child Is Born
- Réalisation : Lloyd Bacon
- Scénario : Robert Rossen, d'après la pièce de théâtre Life Begins de Mary McDougal Axelson
- Direction artistique : John Hughes
- Costumes : Milo Anderson
- Photographie : Charles Rosher
- Montage : Jack Killifer
- Musique : Heinz Roemheld
- Production : Samuel Bischoff, Hal B. Wallis
- Société(s) de production : Warner Bros.
- Société(s) de distribution : Warner Bros.
- Pays de production :  États-Unis
- Langue originale : anglais
- Format : noir et blanc — 35 mm — 1.37:1 — son monophonique
- Genre : Drame
- Durée : 79 minutes
- Date de sortie :
  - États-Unis : 7 décembre 1939

## Distribution

### Acteurs principaux
- Geraldine Fitzgerald : Grace Sutton
- Jeffrey Lynn : Jed Sutton
- Gladys George : Florette Laverne
- Gale Page : Mlle Bowers
- Spring Byington : Mme West
- Johnnie Davis (en) : homme de la banque
- Henry O'Neill : Dr Lee
- John Litel : Dr Brett
- Gloria Holden : Mme Kempner
- Johnny Downs : Johnny Norton
- Eve Arden : Mlle Pinty
- Fay Helm : la femme
- Louis Jean Heydt : Dr Kempner
- Nanette Fabray : Gladys Norton
- Jean Sharon : Mme Helen Banks
- Hobart Cavanaugh : M. West
- George Irving : Dr Cramm
- Nella Walker : Mme Twitchell
- Winifred Harris (en) : Mme Holt

### Acteurs secondaires
- Dorothy Adams : l'infirmière (non crédité)
- Marie Blake : Ethel, l'infirmière à la réception (non crédité)
- Sidney Bracey : troisième employé de la pharmacie (non crédité)
- Virginia Brissac : la mère de M. Norton (non crédité)
- Georgia Caine : la mère de Mme Norton (non crédité)
- Joan Carroll : la petite fille (non crédité)
- Esther Dale : infirmière en chef de la prison (non crédité)
- Edgar Dearing : sergent de police (non crédité)
- Edward Gargan : l'officier Riley (non crédité)
- Sol Gorss : interne de la galerie (non crédité)
- Creighton Hale : l'homme de l'ascenseur (non crédité)
- William Hopper : l'interne qui vient assister à l'opération (non crédité)
- Charles Marsh : l'interne (non crédité)
- Frank Mayo : le policier (non crédité)
- George Meeker : Mr Harry Laverne (non crédité)
- Carlyle Moore Jr. : interne de la prise de sang (non crédité)
- Frances Morris : l'infirmière (non crédité)
- George O'Hanlon : le jeune mari (non crédité)
- Garry Owen : premier employé du magasin (non crédité)
- John J. Richardson : l'interne (non crédité)
- John Ridgely : l'interne qui vient assister à l'opération (non crédité)
- Jeffrey Sayre : deuxième employé du magasin (non crédité)
- Marie Wells : l'infirmière (non crédité)
- Maris Wrixon : la fille (non crédité)